# Adolf Bodmer
Adolf Bodmer (* 1. September 1903 in Stein; † 15. März 1980 in Trogen; heimatberechtigt in Wald) war ein Schweizer Lehrer, Gemeindepräsident und Regierungsrat aus dem Kanton Appenzell Ausserrhoden.

## Leben
Adolf Bodmer war ein Sohn des Lehrers Jakob Bodmer. Im Jahr 1932 heiratete er Martha Sturzenegger, Tochter des Polizisten Jakob Sturzenegger.
Von 1919 bis 1924 besuchte er die Kantonsschule Trogen. Er absolvierte von 1924 bis 1929 ein Studium der Naturwissenschaften in Zürich. Im Jahr 1929 erwarb er das Gymnasiallehrerdiplom. Von 1929 bis 1935 und von 1948 bis 1969 war er Hilfslehrer an der Kantonsschule Trogen. Von 1935 bis 1948 unterrichtete er als Hauptlehrer Geografie und Biologie. Er stand der Schule von 1937 bis 1948 als Prorektor vor.
Von 1937 bis 1946 war er Mitglied des Gemeinderates von Trogen. In den Jahren 1940 bis 1946 amtierte er als Gemeindepräsident. Er gehörte von 1948 bis 1961 dem Regierungsrat an. In dieser Funktion leitete er von 1948 bis 1961 die Militärdirektion, von 1948 bis 1951 die Erziehungsdirektion und von 1951 bis 1961 die Polizeidirektion. Von 1951 bis 1954 und von 1956 bis 1959 hatte er das Amt des Landammanns inne.
Der freisinnige Bodmer war Gegner eines aufgeblähten Staatsapparats und überzeugter Anhänger von Gemeindeautonomie und Föderalismus. Er sass im Verwaltungsrat der Nordostschweizerischen Kraftwerke (NOK) und der St. Gallisch-Appenzellischen Kraftwerke. Er hatte den militärischen Grad eines Obersts. Er war Gründungsmitglied und Präsident des Ostschweizerischen Skiverbandes sowie Ehrenmitglied verschiedener kantonaler Sportverbände.